# Peyton Sawyer
Peyton Elizabeth Sawyer er en fiktiv person fra tv-serien One Tree Hill.
Hun er den kreative og kunstneriske cheerleader, der er kæreste med skolens store basketballtalent Nathan Scott, i sæson 1. Senere er hun kæreste med Lucas Scott, halvbroren til Nathan Scott og i mellemtiden Jake Jagelski. 
I 5. sæson starter hun sit eget record label ved hjælp at Brooke's penge. Og hun ender sammen med Lucas, og de bliver gift. Og i sæson 6, venter hun også deres barn sammen. I sidste afsnit af sæson 6, tager Lucas, Peyton og deres baby Sawyer af sted i deres bil, for at opleve verden.